# Anton Pfeffer
Anton Pfeffer (* 17. August 1965 in Lilienfeld), Spitzname Rambo, ist ein ehemaliger österreichischer Fußballspieler.

## Fußballerkarriere
Pfeffers Jugendverein war der SV Türnitz mit Sitz in Türnitz im Bezirk Lilienfeld. 1985 wechselte er als 20-Jähriger zur Wiener Austria. Der Verteidiger war lange Zeit Kapitän der Austria Wien.
Er nahm an den Weltmeisterschaften 1990 in Italien und 1998 in Frankreich teil. Er spielte in den beiden Weltmeisterschaften fünfmal und bekam zwei gelbe Karten. Sein Rückpass im Match gegen die ČSFR (WM 1990) und die daraus resultierende Niederlage war nach Meinung vieler Fans der Hauptgrund für das Vorrundenaus von Österreich bei dieser WM. 1999 war Pfeffer auch bei der 0:9-Niederlage der österreichischen Fußballnationalmannschaft gegen Spanien dabei. In der Halbzeitpause, als es bereits 5:0 für Spanien stand, antwortete er beim Interview mit ORF-Reporter Andreas Felber auf die Frage, was in der zweiten Hälfte noch möglich sei: „…hoch wer mas nimma gwinnen…“ (Hochdeutsch: „Hoch gewinnen werden wir es nicht mehr.“).
Pfeffer beendete seine Karriere im Sommer 2000 nach 396 Meisterschaftsspielen für die Wiener Austria. Pfeffer galt als „beinharter“ Verteidiger, weshalb er von Herbert Prohaska den Spitznamen „Rambo“ bekam.

## Trainerkarriere
Pfeffer war vom 12. August 2001 bis 21. Dezember 2001 mit zusammen mit Walter Hörmann Trainer der Wiener Austria, ehe er wieder entlassen wurde.

## Sonstiges
2001 kandidierte er erfolglos für die ÖVP für einen Sitz im ORF-Publikumsrat. Bei der Nationalratswahl 2017 unterstützte er deren Spitzenkandidaten Sebastian Kurz.
Seit 2005 ist er Aufsichtsrat beim österreichischen Erstligisten SKN St. Pölten und berät dort den Vorstand in sportlichen Fragen. Hauptberuflich arbeitet er im Sportreferat der niederösterreichischen Landesregierung. 2000 erhielt er für seine sportlichen Erfolge das Silberne Ehrenzeichen des Landes Niederösterreich.
Pfeffer ist leidenschaftlicher Sänger, er nahm eine CD mit österreichischen Volksliedern (Toni Pfeffer & Freunde Volkslieder aus Österreich, erschienen 2003) und zwei Schlager-CDs (Pfeffer und Salz, erschienen 1997 und Pfeffer, erschienen 1999) auf.
Nach seinem Karriereende als Aktiver arbeitete er unter anderem mit dem ehemaligen Profi Goran Zvijerac, der Ende der 1990er zu zahlreichen Einsätzen in der österreichischen Zweitklassigkeit kam und seine Karriere im Alter von 40 Jahren im unterklassigen Amateurfußball beendete, als Ausbilder bei den NÖ-Fußballcamps, deren Schirmherr er auch ist.

## Erfolge
- 63 Länderspiele und ein Tor (Debüt 1988 gegen Griechenland das 2:2 endete)
- 4 × Österreichischer Meister (1986, 1991, 1992, 1993) mit FK Austria Wien
- 4 × Österreichischer Pokalsieger (1986, 1990, 1992, 1994) mit Austria Wien
- 4 × Österreichischer Supercupsieger (1990, 1991, 1992, 1993)
- 2 × Teilnahme an den Fußball-Weltmeisterschaften 1990 in Italien und 1998 in Frankreich

## Auszeichnungen
- Silbernes Ehrenzeichen für Verdienste um das Bundesland Niederösterreich (2000)
- Ehrenplakette für Verdienste um die Marktgemeinde Türnitz